# 烏坎事件
烏坎事件，又稱烏坎村事件，是發生在中華人民共和國廣東省汕尾市所屬陸豐市烏坎村的一宗群体事件。
第一次抗爭發生於2011年，原因是由于土地被村委會成員私下變賣問題，村民代表過去兩年十數次之上訪仍絲毫沒有解決之下，村民與地方政府發生矛盾所衍生。過程裡發生村民薛錦波被刑事拘留時突然死亡，激起村民對於政府的不信任感而爆發對抗，最後由中共廣東省委副書記朱明國牵头成立工作組介入結束雙方對峙局面。
第二次抗爭肇因於村民一直到2016年為止，都未能討回被侵佔的土地，烏坎村民原計劃召開村民大會商討相關事宜，村民委员会主任林祖恋（原名林祖銮）被警方带走，於是烏坎村民遊行聲援林祖戀。爾後警方清晨突襲烏坎村，抓捕多名村民代表爆發警民衝突，造成中国近年来规模最大的一起流血群体事件。
面對地方政府強大的壓力，甚至付出性命為代價，烏坎村村民堅持要求返還土地，因而引起國內外媒體的關注。過程中村民一人一票選舉出了自己的村民委員會，曾被讚譽為“中國基層民主選舉典範”、“社會管理創新”，有人將其與中國小崗村相類比。

## 背景
村民委員會在當地居民不知情的情況下陸續轉讓3,200畝農用土地，賣地款項達七億多元人民幣，而補助款每戶只有550元。其中村民委員會此前已經轉讓給豐田畜牧場的一塊土地，存在跟房地產開發商碧桂園洽談合作以及轉讓土地的問題。
取得村民土地使用權準備興建濱海新區碧桂園的開發商為祖籍烏坎的港商陳文清，他於1980年代成為香港的廣東海陸豐商會會長，同時也是廣東省人大代表。
烏坎居民中有二十幾位青年從2009年6月21日至2011年3月底之間十數次組織村民代表到陸豐市信訪局以至廣州的廣東省信訪局上訪均無果，此舉引起村民醞釀2011年9月21日及往後的歷次示威抗爭行動，這些青年中有部分自發成立「烏坎熱血青年團」。
事件凸顯社會深層次矛盾，農民、投資者、政府三方都存在不滿和利益衝突。

## 第一次抗議經過

### 發起遊行
2011年9月21日，兩、三千名村民手持橫幅前往開發地塊、村內存在土地爭議的企業、村委會以及市政府遊行請願，一度封堵公路，當天政府沒有表態；政府人員出走之下，村委會辦公大樓人去樓空。
9月22日，上午百多名武警特警嘗試進駐村內以武力驅散正在集會的市民（包括婦女兒童），警民在進村的公路上發生激烈衝突，十多人受傷，其中有兩個兒童被打至重傷，需急救。村民情緒被激化之下，隨後圍攻村口附近之烏坎邊防派出所，向其內投擲石塊、竹枝和敲打並推翻停在門外的兩架警車與兩輛私家車，有十多名警察受傷；警方施放水砲驅散並拘留4人。
9月23日，早上當地人再度聚集烏坎邊防派出所外，要求當局釋放3名被拘留村民，及交代徵地賠償問題。
9月24日，全體村民推選的15位代表與陸豐市和東海鎮多次溝通並向政府提出三項訴求：
1. 查清烏坎村改革開放以來土地買賣情況
2. 查清村委換屆選舉情況
3. 公開村務、財務狀況

陸豐市委常委、常務副市長邱晉雄代表市委市政府答覆稱：市、鎮兩級將組成強而有力的工作組進駐烏坎村，調查核實村民代表提出的問題，每7天公佈一次工作進展；烏坎村「兩委」幹部要全力配合市工作組，村民代表參與監督。此外陸豐市委常委、常務副市長邱晉雄還要求村民代表配合政府做好工作，以及村民絕對不能組織過激行為等。但這工作組沒真正開展調查，鎮政府委派至烏坎的黨委代書記陳潤基與取得土地者陈文清為舅侄關係，加上之前歷次上訪均無下文之下，村民對此並不信任。
9月29日，村民在仙翁戲台上組織村民見證之下，以姓氏規模比例推舉出117名有投票權的村民代表，其內再由每個姓氏挑出一人，共38位候選人，再在其中選出「烏坎村村民臨時代表理事會」13名成員。
- 理事長：楊色茂（78票）
- 理事會顧問：林祖鑾
- 副理事長：張德家（73票）、薛錦波（63票）、孫楚浩（63票），
- 理事成員：黃金奇（60票）、莊漢碧（57票）、蔡禮綢（56票）、曾昭亮（49票）、李永平（48票）、林水清（43票）、劉水森（39票）、洪銳潮（39票）、張建城（38票）[6]

烏坎村村民臨時代表理事會的職責在於監督與配合陸豐市政府的調查工作，其後召集村民發起村民大會；財政來源來自於向村民募捐款項，每筆捐款與支出都在村內主要廟宇張貼公開。
11月1日，東海鎮黨委對存在違紀問題的烏坎村黨支部書記薛昌、副書記陳舜意予以免職處理，並接受陳舜意辭去村民委員會主任的申請。
11月17日，市紀委對薛昌和陳舜意進行了立案查處。
11月21日，約10時半據陸豐市宣傳部稱有400名左右的烏坎村民聚集到陸豐市政府辦公大樓前上訪，打出「打倒貪官」、「還我耕地」、「懲治腐敗」、「官商勾結‧扼殺民主」的七彩標語、橫幅等等至11時半左右村民自行離去，但參與者莊烈宏接受陽光時務週刊訪問時表示當天有4000人參加遊行。莊烈宏父親莊松坤表示在該次上訪後，陸豐市政府有人前來村內散發「陸豐市委書記楊來發回覆村民代表的講話要點」傳單，並派匿名人員（不配工作證）前來讓老婦孩童簽名確認，當天下午及翌日，村內幾次數百人集會，並在市內發起數天的罷市、罷漁。

### 拘捕村民
12月9日下午，汕尾市政府舉行新聞發布會，汕尾市委書記鄭雁雄、陸豐市委書記楊來發、市長邱晉雄向國內媒體通報了烏坎村「9‧21」事件的處置情況，把烏坎村民申訴定性為「（事件與）在境外的某些機構、勢力和媒體與烏坎村事件確實有一定關係，把問題炒得沸沸揚揚，無限放大」，當中提到烏坎村黨支部書記薛昌、副書記陳舜意予以免職處理，並接受陳舜意辭去村委會主任的申請，市紀委對薛昌和陳舜意進行了立案查處。陸豐市市長邱晉雄表示：村民關心的財務審計問題、土地問題（包括出讓土地與宅基地問題）、村委會選舉問題、扶貧助學與豐田畜產有限公司污染問題五大項訴求已全部獲處理與落實。
公安部門將烏坎村村民臨時代表理事會、烏坎村婦女代表聯合會定性為非法組織並取締，烏坎村民臨時代表理事會副會長薛錦波、另還有張建城、洪銳潮、莊烈宏、曾昭亮五人拘捕。
12月10日，烏坎村民在微博內發布圖片顯示，有村民因不滿政府解決事件的手法，再度舉行集會活動，其中有人高舉寫有「反對獨裁」、「還我人權」、「開放全國選舉」、「還我耕地」、「打倒官商勾結」、「打倒貪官」、「反對做假事」、「反對造假人」等橫幅。大批手持盾牌的武警和防暴警在烏坎村口附近之豐田蓄牧場戒備；當時村民與警方曾爆發衝突，民眾於當天中午陸續散去。
12月11日凌晨4時，汕尾市政府聲言要嚴懲集會組織者，並以武警嘗試強行進村，清除進村路障，受到村內近萬名村民強烈抵抗，於清晨七時撤退，雙方自該天起在村口設置路障，陸豐警方檢查進村人士，禁止外來車輛或糧車進入村內。烏坎村民則對一些拿不出記者證或身份有可疑的人士查問，以防政府人員混入村內，但宣称欢迎媒体及网民。。

### 薛錦波關押期間死亡
12月11日，陸豐市新聞辦發報新聞稱「犯罪嫌疑人薛錦波，在汕尾市看守所羈押期間（第三天），突感身體異常，被緊急送往汕尾市逸揮基金醫院搶治。經持續搶救無效，在當天上午11時許宣告死亡」。汕尾市逸揮基金醫院稱「死亡原因為心源性猝死，已初步排除其它死因。」
12月13日，汕尾市人民檢察院發布新聞稿，汕尾市檢察機關委托中山大學法醫鑒定中心對薛錦波的死因進行第三方鑒定。
1. 死者頸項部、背腰部及四肢背側未受壓部位的廣泛紫紅色改變，為屍斑
2. 雙手腕、膝關節等部位見局限性瘀斑，且對稱，損傷程度輕微
3. 體表其餘部位未見明顯外傷，未觸及骨折徵
4. 屍斑顯著，口唇、指甲床紫紺，符合猝死的一般病理改變。

《陽光時務》記者在薛家採訪薛錦波女兒薛健婉時，其女提到在殯儀館認屍時薛錦波遺體狀況「眼睛閉著、嘴巴張開、胸部破損，到處都是瘀青，手都腫了，手腕瘀青，有傷、大拇指明顯倒過來變形了，斷了的樣子、額頭和下巴都破皮出血，鼻孔裏也有血，都乾了，脖子整一圈都是黑色的。臉和身上其他地方顏色都不一樣，發青發紫，都是黑的，頭上腫了一個大包。背部有很多被腳踢過、踩過傷痕，靠近肺的地方腫了一個大包。膝蓋一直到腳腕都是瘀青、破皮、浮腫」，並堅稱父親絕無心臟病史。認屍過程被全程被監視下進行，不能對其拍照，手機也全部被沒收，要求領屍下葬也被拒絕（隔年2月16日發還給遺屬），與政府公布的訊息很大程度不吻合。
陸豐市新聞辦為平息村中「莊烈宏、曾昭亮已死亡，同樣指甲扯脫，腳筋挑斷」的流言，在陸豐市宣傳文化網發布「烏坎『9‧21』事件被羈押人員家屬探視」消息，公開四位被拘留者──張建城、洪銳潮（在汕尾市看守所）、莊烈宏（在廣州市天河區之廣東省看守所）、曾昭亮（在深圳市上梅林之深圳第二看守所）與其家屬在12月13日下午探視的視頻信息。。
12月14日下午，汕尾市委、市政府召開媒體見面會通報了陸豐烏坎村上訪事件犯罪嫌疑人薛錦波死因調查情況，稱「其皮膚的瘀斑屬於輕微外力導致的輕微毀傷，可排除死亡是由外力導致的可能性」、「心源性猝死是由於心臟原因導致的猝死。據調查，死者有哮喘病史。」會上汕尾市代市長吳紫驪稱薛錦波「涉嫌故意毀壞財物罪、妨害公務罪」被扣留；而公安機關在整個審訊、羈押過程都有全程錄音錄像。
12月22日下午，在同一天被刑事拘留的張建城在被釋放，向明報記者講述在看守所關押期間連續31小時（於9日下午3時至10日晚上10時）被審問情況提到薛與他一起被審問，薛比他早他兩小時完成審問（即估計有29小時），張建城稱親眼看到薛被四人從監房內抬出，當時還聽到有人說薛「全身都是黑的」，張叫了薛十多聲但沒有回應。

### 與汕尾公安對峙
12月11日，自薛錦波離世那一天起，村內臨時委員會在村委會附近的舊電影院門前設立薛的小靈堂，村民每天都聚集於此悼念薛錦波。
12月15日上午，村民大會上烏坎村民表示，現在就算是廣東省政府的官員也不可信，並要求中央政府介入調查，而陸豐市政府則警告，將嚴懲為首煽動村民鬧事之人。
12月17日，村民大會中有人要求當局在5天內交出薛錦波的屍體，否則準備到陸豐市政府游行示威。
12月18日，雙方對峙之下，警方採取封村、斷水、斷電、斷糧等方式，糧車不許進入，漁港也被封鎖，漁民無法出海捕魚。香港明報記者現場所見，附近村民自發送去糧水。由於有村民在小路運送附近村內大米進村，加上有自種的菜蔬和自己養殖的魚類出售，市場仍有少量交易。有村民表示怕被當局抓捕，男丁不敢出陸豐市區採購糧食，孩子生病也不敢帶其出市區看病。而網上傳聞稱解放軍第41、第42集團軍緊急向烏坎方向移動，明報記者求證被陸豐市新聞辦黃主任否認。
12月19日，烏坎村民收到12月18日由汕尾市委舉行之烏坎事件媒體見面會的錄影光碟，市委書記鄭雁雄提出讓步方案，包括保證軍警不會強行入村，但在場他公開說道：「做幹部不容易，手段一天比一天少！」「你以為請武警不用錢嗎！」「對著幹沒有好下場，怎麼收場？」，更稱村民接受境外媒體報道是「借外力打自己兄弟」，又說「有問題不找政府，找幾個爛媒體！」。
當天周邊21條村的政府領導，突然集體入村「了解情況」，由烏坎村民選臨時代表理事會會長楊色茂接見並向其宣明立場。
下午二時，烏坎代表臨時理事會發起集會，號召翌日再度遊行，要求當局釋放三名被拘留代表並歸還薛錦波遺體。楊色茂即場號召100名年輕人成立維安隊，另募集500人作預備隊。
12月20日，南方日報報道該見面會上，鄭雁雄表示：原先已凍結的豐田畜產有限公司用地，由政府出面協調、賠償徵地者損失，收回404畝事件所涉用地，通過徵求規劃部門和村民意見後再重新開發，並充分保障村民利益；鄭雁雄亦稱，烏坎村事件是群眾不滿村黨支部和村委主要負責人連續任職時間過長，在村務管理、土地出讓和已出讓土地面臨升值或轉讓的情況下，出於對利益變化的關切。

### 省委副書記朱明國介入事件
2011年12月20日上午，中紀委委員、省委副書記朱明國在陸豐市政府舉行之「陸豐市幹部群眾大會」宣布，成立省工作組處理烏坎事件。會中發表6點聲明提到事件起因「部分基層幹部在工作中確實存在一些問題」，並直指「林祖鑾和楊色茂等組織者和挑頭者」
隨後汕尾市官方代表進烏坎村，烏坎代表臨時理事會向政府代表提出多項要求以換取取消遊行，其中包括停止與收回涉及以前不合法的土地買賣，由政府賠償被徵地者損失，未來開發前先徵求村民意見，另給陸豐政府五天時間交還薛錦波遺體。
晚上廣東衛視播出上午在陸豐市政府召開的幹部群眾大會，廣東省委副書記朱明國稱群眾的主要訴求合理，大多數群眾過激行為是可以理解和原諒，提出村內只要不再組織與政府對抗，不會進村抓人，而林祖鑾和楊色茂等組織者用實際行動悔過自首和爭取立功，政府可考慮從寬處理，不抓捕，但亦有村民表示不相信。
晚上八時左右，陸豐市警方與村民雙方築起的路障均撤除，晚上11時，林祖鑾召開記者會稱翌日早上九時與朱明國會面，決定將定12月21日發起的示威遊行取消，村民連日來集會遊行告一段落。
12月21日早上，《南方日報》刊登昨日朱明國談話內容的報導，但只剩下5點聲明依舊坦承事件起因於「部分基層幹部工作出了問題」，但語氣較為和緩，並刪除「林祖鑾和楊色茂等組織者和挑頭者」的指控。烏坎村民從月初開始與汕尾警方對峙時，已不斷在微博向外強調「我們只是對土地問題提出抗議，我們是黨員，是團員，請政府和媒體不要再誇張我們的性質」，接受BBC採訪時村民們表示，「對陸豐這些貪官肯定應該嚴懲的，因為他們太貪得無厭。」、「我們相信我們的省領導，我們的中央領導能處理此事。」這讓陸豐市政府最初把村民行為簡單定性為「勾結境外勢力」的說法「套路」變得空洞。
林祖鑾與朱明國及鄭雁雄在陸豐市信訪辦公室會面，會議期間，沒有媒體在場拍攝記錄、錄音器材，雙方各派一名筆錄員書面記錄。
鄭雁雄口頭承諾
1. 同意為猝死村民薛錦波再進行死因鑒定
2. 兩天內釋放仍被扣押的三名村民
3. 承認村民組成的臨時代表理事會身份
4. 承諾不會秋後算帳。[36]

朱明國接受了村民的要求
1. 交還薛錦波遺體
2. 要求安排五家國際著名傳媒機構代表，親驗薛遺體
3. 承認臨時理事會村代表地位。

之後不久，烏坎村召開村民大會，宣布取消原先定於21日下午的游行，並撤掉村內的橫幅標語，恢復烏坎村的生產和生活。省工作組在12月21日晚上進入烏坎村時受村民夾道歡迎。

### 結束對峙
12月22日，下午三時半鄭雁雄、陸豐市委書記楊來發、副書記邱晉雄等陪同朱明國進村與林祖鑾在辦公室會談，受數百村民歡迎，當天中午，被拘留村民張建城被獲釋回村，取保候審。
12月23日，被刑事拘留中第一個被釋放的張建城，向明報記者講述在看守所關押期間連續31小時（於9日下午3時至10日晚上10時）被審問情況提到薛與他一起被審問，薛比他早他兩小時完成審問（即估計有29小時），張建城稱親眼看到薛被四人從監房內抬出，當時還聽到有人說薛「全身都是黑的」，張叫了薛十多聲但沒有回應。
另外兩位被捕者莊烈宏、洪銳潮下午獲釋回村。新華社發稿稱「羈押期間能夠主動坦白交代犯罪事實，有悔改表現，並積極配合公安機關查清全案，公安機關依法取保候審」，但沒有提及曾昭亮的去向。

### 籌備選舉
1月15日上午，廣東省陸豐市烏坎村召開黨員大會，省委組織部王葉敏宣布村黨總支部正式成立，由民選代表、烏坎村臨時代表理事會顾问林祖鑾擔任村黨總支書記、村委會重新選舉籌備小組組長，負責領導村委會重新選舉工作，烏坎村黨總支部成立後，该村原黨支部自行解散。林祖鑾與新啟蒙公民參與立法研究中心的熊偉隨即着手籌備往後的選舉工作。

### 組織選舉委員會
2月1日，村代表於烏坎學校舉行村民選舉委員會推選大會，由全村村民（以新一村、一村至六村共七村小組）一人一票選出，選舉採用「無候選人直接選舉」辦法，為保證選舉公平，避免選委會成員參與村民委員會，採用「自薦與他薦相結合」方式，避免讓選委會成員「既當運動員又當裁判」。自薦參選「村選舉委員會」選民需簽字聲明不參選村委會，他薦的話需每人徵集50名選民簽名支持。
投票於早上9點開始，下午4時結束，全程（包括晚上的點票統計）有中外記者穿梭採訪，現場設有秘密寫票箱（室外）與秘密寫票區（室內以布簾分隔）並設義工代寫人，以方便不識字之選民；選舉開始前需查驗票箱，選民以50人為單位分批進場投票，選舉後隨即在記者面前燒毁餘票；選舉後隨即進行點票與唱票（實際參加推選的村民有6242人，收回選票有6180張），至晚上11點完成點票，產生以11名代表組成的選舉委員會。據翌日的第12號公告名單如下：
- 主任：楊色茂
- 副主任：孫煥松、洪天彬、張水妹
- 委員：楊金朝、楊銀橋、李炎森、蔡義濤、吳炳枝、盧本秋、莊漢深

11位選舉委員會成員組織往後的烏坎村民委員會的重新選舉工作，主要包括宣傳動員、制定本村重新選舉工作方案、審查登記和公佈參加選舉的村民名單、組織投票選舉等，任期從推選產生之日起至新村民委員會選舉產生並完成工作交接之日止。是次選舉除外國記者外，於翌日在新華社、中國青年報、新京報、南方日報見報 。

### 村民代表選舉
2月4日，黨總支部與村民委員會選舉委員會確定。
2月11日，通過村民不記名投票的方式推選村民代表，選舉7個村民的小組與其組長。選舉由早上9點至下午3點於烏坎學校舉行，過程大致上與2月1日的選委會推選大會相同。
據每15戶一名村民代表的原則，烏坎村確定107名村民代表的分配為：新一村21名，一村15名，二村13名，三村13名，四村11名，五村15名，六村19名。同時每個自然村將選出一名村民小組組長。本次投票中共收回村小組長選票6449張，村代表選票6491張，原定第五屆村民代表名額為107名，由於有兩對候選人得票完全相同，同時當選之下，最後名單上的村民代表總數為109人，據村委員公告，是次推選的村民代表名單如下：

- 新一村（22人）：蔡富忠、蔡開廉、朱大奎、吳建生、張偉群、蔡嘉粼、黃漢釵、蔡開洲、蔡宏波、蔡振團、洪瑞娜、陳鵬飛、鄭秀梅、鄭惠浩、曾向清、黃俊陽、張桂雄、鄭禮群、謝子臣、黃鎮瑞、李振連、蔡　旭。
- 一村（16人）：林祖鑾、李炎森、沈錦城、陳良珠、陳素轉、朱　旭、朱少坑、陳少領、洪　楚、朱昌錐、伍來益、吳陸平、伍蝦龜、李木雄、吳色連、蔡加蝦。
- 二村（13人）：林水清、張水妹、庄金填、張建城、張建興、朱興滿、鄒烈權、李　權、張貴孟、蔡文堅、謝長流、蔡振波、黃少杰。
- 三村（13人）：盧木秋、薛重加、楊錦貞、吳　真、黃錦波、吳瑞度、徐明森、李巧河、黃水勝、吳俊營、劉文燦、薛流粦、薛建瑞。
- 四村（11人）：薛健婉、庄烈宏、孫煥松、孫文良、楊祝柳、庄漢深、朱益銳、庄松坤、林漢彬、蔡義豐、張炳存。
- 五村（15人）：蔡景群、洪木秋、劉灶層、陳炎宗、盧木材、曾和琴、鄭照臨、黃　度、黃兩平、洪　國、孫　松、曾華灶、薛偉民、洪少峰、劉壯雄。
- 六村（19人）：楊色茂、洪天彬、孫鎮釵、魏永漢、蔡禮綢、庄木菊、孫漢平、劉水森、曾建文、孫漢培、楊金朝、洪鎮銳、楊孫淡、孫景釵、林特坎、楊德懷、孫少豐、陳鎮監、陳清波。

——烏坎村第五屆村民委員會重新選舉公告（第11號）

### 薛錦波遺體歸還家屬
2月14日下午，汕尾市委書記鄭雁雄、陸豐市委書記楊來發、汕尾市委副書記兼代市長了邱晉雄等數人進烏坎村，與村黨總支書記林祖鑾閉門會議，商討交還薛錦波遺體事宜。
2月16日上午，汕尾市官方正式把薛錦波遺體交還其家屬並發放90萬人民幣撫恤和殮葬費，但並未再提及致死之責任問題，包含村代表與家屬在內的近百人於陸豐市永安殯儀館召開告別式，並由村黨總支書記林祖鑾致悼詞。
2月17日，下午3點在村內烏坎村舊影院場廣場舉行追思會，而遺體不能按薛家意願土葬，只能被火化。林祖鑾在追思大會上稱薛錦波為一位好伙伴、傑出的烏坎村好鄉賢，愛憎分明、堅持原則、大公無私、光明磊落、團結群眾、品德兼優、深得群眾信任與愛戴；他的死使烏坎全村村民浸泡在悲痛之中。
朱明國帶領工作組的進駐肯定村民訴求合理，村民維護自己合法土地權益行動進入新階段，並稱事跡銘記在烏坎的村史裡，但悼詞中沒提到查明真相、追究責任等問題及其評價，亦沒邀請媒體代表或第三方法醫再對薛錦波遺體進行檢驗。
薛健婉在自由亞洲電台電話訪問中，對「家屬獲90萬元賠償以換取不再追究當局責任」之傳言表示不想回應，只道：「我祇能一句，希望民主選舉社會能早日到來。其他的事我都不想回應，現時父親的事總算了結，至少我們已經將他好好安葬，令他入土為安」而在有線電視在該追思會的新聞稿稱「政府亦只同意發放家屬九十萬元，作為撫恤和殮葬費用」。

### 村民委員會、村民小組長選舉

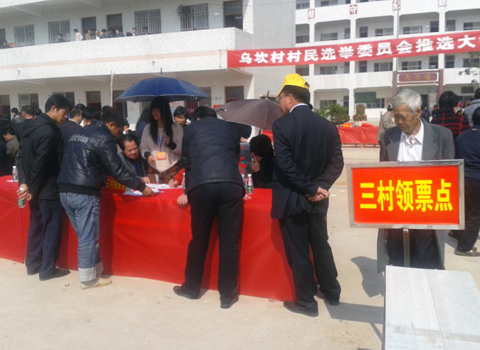
乌坎村民2012年3月2日投票选举村委会

2月29日，第五屆村民委員會重新選舉在3月3─4日舉行，選出一名主任、兩名副主任和四名委員與各村小組代表。村主任有林祖鑾與曹鎮才自薦參加、副主任由薛健婉、楊色茂、陳少領、洪銳潮與張德家自薦、委員自薦者則有楊祝柳、孫文良、薛俊良、陳昌來、黃雪華、沈錦城、林寶加、陳素轉、吳真、洪瑞卿、黃漢釵、張建城、魏永漢、蔡景群與庄烈宏、吳真；楊色茂因參選村委會一職，主動辭去選委主任，主任一職由洪天彬接任。這22位自薦者在仙翁戲台舉行競選演講會，吸引大批村民在場觀看。
在這次選舉前，《東方日報》報道村民內部形成溫和派與激進派；後者認為村委會將來持續抗爭以追回被賤賣土地。前者則認為村委會先交接現有的土地和資產，其餘容後再議。另《明報》報道，選委會獲悉村內有宗族以宗族關係邀本姓氏村民吃飯開會拉票，而《東方日報》稱有村民透露，省市政府官員在是次選舉前有低調到烏坎村巡視，並與村民或參選人私下接觸。
3月3日，選舉於烏坎學校舉行，投票時間從早上9時至下午3時。除大批記者外還有附近其他村民或一些各省上訪者趕至，美國駐廣州領事館主管人權事務的副領事包德寶（Paul Baldwin）早上亦有到場，一度遭工作人員阻擋，經雙方交涉後獲准進場，但他只逗留10分鐘後離開，全程沒發表談話。
選舉結束後隨即由工作人員封箱與點票，同時間各村的餘票匯總到主席台上把票角剪掉，並貼上封條，其上由數名選委簽名封存，而點票後的選票以村為單位亦匯總到主席台前以同一方式封存。3點半時公布投票人數：全村8363名已登記選民中，共6812名村民投票與委託投票，投票率81.45%。唱票過程在前幢課室（主席台前）開始，每村選票分兩組唱票，一人以潮州話或普通話唱票另一人在立板上記好，唱票員身後有兩、三位工作人員監察。
晚上7時左右點票陸續完成，由選委會副主任洪天彬宣布僅林祖鑾以6205高票當選主任、楊色茂以3609票當選副主任，其他候選人因得票均不過半數。選委會同時宣布明日於同地、同時段舉辦村委會其餘席位之差額選舉（尚缺副主任1人、委員4人），也公布薛健婉於當天下午與選委會聯繫申請退選，其候選資格由黃雪華替上。
3月4日，投票結束後選委會公布是次選舉：全村8208名已登記選民中，共6185名村民投票與委託投票，投票率75.35%。洪銳潮得4196票當選副主任，庄烈宏得4115票、張建城3168票、陳素轉3604票、孫文良2773票當選委員。
至此第五屆村委會當選成員如下：

- 主任：林祖鑾
- 副主任：楊色茂、洪銳潮
- 委員：庄烈宏、張建城、孫文良、陳素轉

亦同時選出各村之村民小組長成員（帶※號者為當選）：
- 新一村：蔡富忠※、黃漢釵
- 一村：朱仕沛※、李木雄
- 二村：張水妹※、庄金填
- 三村：薛流粦※、吳　真
- 四村：薛庭波　、柳進興※
- 五村：洪漢卿※、黃兩平
- 六村：楊銀橋※、陳永育

3月6日，7位村委會當選委員至陸豐市民政廳領取當選證。

## 后续

### 消息封鎖
烏坎事件在中國國內常規媒體也有見報道，但只局限於官方（廣東省委與陸豐市委）發出之通稿；但中國境內的互聯網，以關鍵字「烏坎」、「薛錦波」和「陸豐」等關鍵字，於各大入口網站查詢微博和關鍵字網頁曾一度遭封鎖。
在中國大陸通過搜索引擎依然可搜索到烏坎事件的相關消息，但多只是報紙轉載官方之消息；官方新聞多只見於南方網（轉載陸豐市委宣傳部或廣東省官媒南方日報消息）、南方日報、廣東衛視（如鄭雁雄與會議與講話）與汕尾市政府官方網站。
國內媒體在零星上訪以至軍民對峙僵持時（自11月底至12月20日），至人民日報發表評論前基本上只能刊載陸豐市政府的通稿，並不見獨立採訪報道，包括南方都市報或南方周末等，儘管有大陸記者親赴烏坎採訪（如南方都市報有記者以個人名義前往），因南方網只轉載陸豐市政府之消息，所以烏坎村內曾有「南方網報道失實，喪失職業道德」橫幅出現。12月22日人民日報發表《「烏坎轉機」提示我們什麼》評論以後，各地報紙網站開始刊發獨立之評論與採訪報道，如同日發表的新京報，亦開始有見官媒側訪如中新社之《廣東烏坎村見聞》，除此之外報紙轉載南方日報之烏坎事件官方報道也被放至顯著位置，如南方都市報，及後至村委員重選時各地報紙亦見有相當多之評論。
另外除媒體外，當地年青村民除負責駐守進村要道外，還有青年村民如張建興（張建城弟弟）與吳吉金（綽號雞精）等自行拍攝錄像編輯成視頻《烏坎！烏坎！》或集會相片，通過網絡供網民下載發放，向外界表達訴求及尋求網民關注甚至聲援；在事件僵局以至選舉前後，他們每天以微博（主要在新浪微博）向外發放當天村內集會與選舉情況之圖文與視頻（這些圖文有被媒體採用），成為事件中除媒體以外最重要的消息传播方法，這也是事件中消息傳播的一個亮點。

### 汕尾市委書記演讲风波
2011年12月19日，汕尾市市委書記鄭雁雄在於陸豐市召開的陸豐、東海、烏坎幹部群眾代表見面會上發表講話。該演讲谈話長達幾個小時，篇幅很大。該講話為與會者通報了三個問題，「第一個，就是什麼事？烏坎到底發生了什麼事？第二個是怎麼看，這個事情我們該怎麼看待？站在村子裡的角度，站在陸豐、東海的角度，站在汕尾、站在更高一級的角度怎麼樣來看待這個事情？第三個就是怎麼辦？這個事情發展下去是怎麼個了結法？總不能沒完沒了吧？總要解決！一個負責任的政府必須要解決！」
演讲稿在互联网上传播，骚动一时，比如披露陸豐市人民政府為烏坎村部署的武警官兵的维稳成本巨大，郑說「你以為請武警不用錢呐？！」鄭雁雄同時抨擊村民接受國外媒體採訪是「借外力打自己兄弟」，他表示：「國家这样政策，我自己也身有感受，你说，像這樣負責任的政府，你不指望，你指望國外幾個爛媒體、爛報紙、爛網站，好壞都顛倒了。」他又說：「境外的媒體信得過，母豬都會上樹。」
北京清華大學社會學教授孫立平認為這個講話廣泛地被誤讀而備受奚落和指責，「如果我是村民，我會怎麼想」、「我也會……」等，至少表明官方願意從民眾的角度，「設身處地」地理解這個事件的邏輯。

### 朱六點與朱五點
2011年12月20日上午，中紀委委員、省委副書記朱明國在陸豐市政府舉行之「陸豐市幹部群眾大會」宣布，成立省工作組處理烏坎事件，隨後朱明國和林祖鑾的會談與官民雙方撤除路障，輿論認為是烏坎事件中破解僵局的一個轉折點。
在汕尾市人民政府屬下之汕尾黨政信息網內有此條報道，當中列舉會議上朱明國提到之以下六點（簡稱「朱六點」）：

- 群眾的主要訴求是合理的，部分基層幹部在工作中確實存在一些問題。省工作組一定要徹底摸清烏坎村民的合理訴求，一定要認真回應和解決村民的合理訴求，一定要嚴肅查處違法腐敗行為，一定要為烏坎村民辦好事辦實事，最終一定要讓烏坎重新恢復生產生活和社會秩序。
- 大多數群眾的一些過激行為是可以理解和原諒的，黨和政府不會追究他們的責任。參與打砸行為的，只要有悔改表現的可以給予解脫。
- 只要有誠意和政府一起來解決問題，什麼事情都可以談，都可以找到出路。政府保證出來與政府理性談判的代表人員人身安全，來去自由。
- 政府承諾村內只要不再從事違法犯罪行為，不再組織與政府對抗，不再被境內外敵對勢力利用，不會進村抓人。
- 林祖鑾和楊色茂等組織者和挑頭者，只要在兩個月內，多做促進問題解決的事情，不再組織村民妨礙進村解決群眾合理訴求的公務，用實際行動悔過自首和爭取立功，政府是可以考慮從寬處理，不抓捕。若再有重大立功行動，可既往不咎。
- 林祖鑾和楊色茂等組織者和挑頭者明知政府已經在解決群眾的合理訴求，如果仍頑固不化，繼續煽動村民與政府對抗，死心塌地為境內外敵對勢力利用，必當追究。

——朱六点全文
　　但其中的第六點因為仍把林與楊定性為組織起對抗事者論，被村民認為是沒有誠意的表現，在村內以至微博上引起過討論。
　　在翌日出版的《南方日報》或《南方都市報》上，這篇報道更動為只有五點的講話，原來的第六點被刪除，（簡稱「朱五點」），內容比前者詳細之餘，語氣比之前更緩和與開明。

- 堅持民意為重，以最大決心、最大誠意、最大努力解決群眾的合理訴求。省工作組將盡快進村開展工作。

工作組要牢固樹立群眾觀點、站穩群眾立場，懷着對群眾的深厚感情做好各項工作，「一定要徹底摸清烏坎村民的合理訴求，一定要認真回應和解決村民的合理訴求，一定要嚴肅查處違法腐敗行為，一定要為烏坎村民辦好事辦實事，一定要讓烏坎重新恢復生產生活和社會秩序。」
- 堅持群眾為先，依靠群眾解決烏坎問題。陸豐烏坎村群眾的主要訴求是合理的，基層黨委政府在群眾工作中確實存在一些失誤，村民出現一些不理性行為可以理解。從2009年6月21日開始至今年9月21日之前，上訪都是事出有因和相對理智的。「9‧21」之後，出現了打砸公私財物行為和衝擊邊防派出所行為，但其中違法犯罪的人畢竟是極個別，大多數並沒有打砸行為。對於那些有過煽動群眾打砸，有過妨礙政府進村解決問題等違法行為的人和組織者，「只要你們有誠意和政府一起來解決問題，什麼事情都可以談，都可以找到出路。」朱明國鄭重承諾。
- 堅持以人為本，全力做好死者家屬的安撫優恤工作。一名在押犯罪嫌疑人突發疾病死亡，儘管其生前有犯罪嫌疑，但其猝然離世令人痛心。各級領導一定要堅持以人為本，在依法依規的前提下，站在死者家屬的角度考慮問題，認真傾聽死者家屬的訴求，做好安撫優恤和有關善後工作。同時，要做通家屬工作同意屍檢，使第三方法醫盡快作出最終的屍檢和死因鑒定結論。
- 堅持陽光透明，及時公布調查處置工作的進展情況。處置烏坎事件，既要解決村民的合理訴求，解決內部存在的問題，也要防範有人惡意造謠生事。為此，工作組的工作一定要陽光透明，及時公布工作進展，讓主流媒體能夠及時地發出權威聲音，引導大家正確認識事件性質，壓縮謠言的傳播空間。
- 堅持法律為上，依法依規、講情講理，妥善解決問題。政府回應和解決群眾的訴求界定是否合理，首先要以法律法規來界定，同時要以人為本，考慮人民群眾的實際利益，對前段部分烏坎村民在參與上訪游行過程中出現的不理智行為給予充分理解和諒解，參與打砸的只要有悔改表現要給予寬待；即使是對策劃、組織違法行為的頭面人物也要給出路，只要他們有悔改表現，不再組織村民妨礙工作組進村解決群眾合理訴求，都一律給足出路。村民代表向工作組反映訴求，將確保他們來去自由、保證人身安全。

——朱五点全文
　　而本來刊載朱六點的汕尾黨政信息網在翌日把朱六點的第六點刪除，其他原文照錄。
資深媒體人笑蜀評論認為這是把民間維權簡單粗暴地打成「勾結境外勢力」（因為有國外媒體進村採訪）標簽化與敵對化套路失去作用的一個象徵。烏坎村民聲明「一切抗爭僅基於利益，僅限於基本權利，非政治對抗」，這種堅韌的理性，避免了事件極端化，也因此讓陸豐市以至廣東省政府的這種定性套路失去作用，從而臨忙修改，由烏坎事件看到中國民間維權抗爭常態化是中國社會轉型的關鍵。

### 村民與媒體的關係
此次事件受到了境内外媒体的普遍关注。不少境外媒體派記者進駐村內，其中包括BBC、每日電訊報、NHK、紐約時報、台灣東森電視與香港多家電視台與報紙等。選舉期間更有接近30個中外媒體如法新社、台灣中天電視、日本NHK、朝日電視台、時事通訊社，亦不乏官媒（新華社）與香港媒體（大公報、文匯報等）。
縱使烏坎村與陸豐市市區需要半小時車程之遙，傍晚後已沒有公交車往來市區與村內，交通稍有不便，烏坎村民因看到境外記者能公開報道烏坎事件詳情並見報引起汕尾市官方重視等，從12月初軍民對立時一直對記者媒體表示感謝，而報道消息以視頻截圖或者翻拍報紙等多種方式在微博傳至村內，村民認為境外記者在傳播消息以至促進廣東高層了解陸豐以至烏坎村民訴求方面有其功德，表示「感謝你們，沒有你們報道，我們沒有勝利！」。村內村民因此樂意借出自家房子讓記者暫住、洗澡，或者是休息與借用網絡作為發稿之用。
因為鄭雁雄曾公開稱「境外媒體信不過」或者汕尾官方懷疑「（事件與）在境外的某些機構、勢力和媒體與烏坎村事件確實有一定關係」之下，記者自發支付膳食、宿費並立下收據作證，以防汕尾官方把記者與村民扣上「勾結境外勢力」的罪名。

### 陳增新遭雙開
2012年8月10日，廣東省紀委公布汕尾市市委常委、政法委書記陳增新（曾於2006年6月─2011年9月28日陸豐市委書記）涉嚴重違紀正接受調查，翌年1月15日被雙開。

### 莊烈宏、楊色茂、洪銳潮遭威脅
2014年2月初，村代表之一的莊烈宏與妻子到紐約尋求政治庇護。原村委副主任洪銳潮及楊色茂兩人，在2014年3月的烏坎村換屆選舉時，於遭受威脅後堅持參選；3月18日，洪銳潮以涉嫌受賄罪被刑拘，後在缺席選舉時（被拘留中）被選為村委副主任。而楊色茂於3月13日以涉嫌受賄被刑拘，後取保候審，同月31日宣布退選。
直到同年9月中旬，洪、楊兩家人接到判決書，才知道二人被陸豐市法院以「受賄罪」分別判處有期徒刑四年及兩年。洪銳潮姐姐洪瑞卿認為他們是被冤枉的。
10月8日起，烏坎村民於村內仙翁戲台前聚集多日，除了不滿洪銳潮和楊色茂被判刑外，也因為附近一宗有爭議的土地準備動工修建房地產項目，還有換屆後一直未召開過村民大會，引發村民不滿。

## 第二次抗議經過

### 林祖恋被捕
2016年6月17日，自上次抗爭烏坎村村民一直未能討回被侵佔的土地，烏坎村民原計劃與2016年6月19日召開村民大會，商議透過上訪追討被村民侵佔的土地。然而，村民委员会主任林祖恋（原名林祖銮）突然被警方带走。
2016年6月18日清晨，广东省陆丰市公安局发布消息称，乌坎村党总支书记兼村民委员会主任林祖恋因涉嫌利用职权受贿，已于本周五（6月17）日被陆丰市人民检察院立案侦查并采取强制措施。
2016年6月20日，乌坎村村民準備遊行到陆丰市政府，要求释放林祖恋，遭到政府派出工作组的阻挠，最後在村內遊行。
2016年6月21日，汕尾市政府举行新闻通报会，会上批评国外媒体煽动炒作事件并播放林祖恋认罪片段。在视频中片段中，林祖恋承认自己在民生工程及代表村集体购买资产时收取回扣。但是林祖恋的前妻杨珍否认其前夫存在贪污问题，并认为其前夫是被迫认罪的。她亦表示，前夫打电话给她时仍然坚持自己无罪，并敦促村民继续为被征用的土地抗争。
2016年6月22日，林祖戀孫兒林立義接受香港《信報》專訪，證實自己20日在陸豐被捕，羈押了12小時獲釋，他相信警方以他要挾祖父：「我判斷爺爺被迫在視頻認罪，有六成是我（被抓）的因素。」

### 林祖恋遭判刑、闖入村中抓捕
2016年9月8日，林祖恋涉嫌“受贿、串通投标、非国家工作人员受贿罪”一案在广东佛山禅城区法院开庭审理，当局在多个路口及法院附近一带严密布防，现场没有家属或声援民众聚集，林家只有三名家人获准进入法庭，外媒记者被禁止在现场采访。法院当庭宣判林祖恋串通投标不成立，受贿罪和非国家工作人员受贿罪成立，判处有期徒刑3年1个月，罚款20万元人民币，官方报道林祖恋表示不上诉。
一些乌坎村民当天发起小规模的罢市及游行活动，声援林祖恋。
2016年9月13日凌晨，大批防暴警察突袭了乌坎村以抓捕持续性抗议活动的组织者，有村民称上千武警包围了村庄，村民与警察之间发生了武力冲突，有几十人受伤，官方声称“有13人因扰乱公共安全而被逮捕”。村民表示有大约70人被警方抓走。路透社记者报道说，防暴警察在乌坎周围设置了一条警戒线，傍晚警察再次挨家挨户搜查，寻找带头抗议的人和记者。香港now新聞台電話採訪村民，得知被捕人員家屬正在被做「思想工作」，被官方要求放棄遊行。另外有村民對香港now新聞台表示特警車輛在巡邏、市場過半數商店沒有開門。这是中国近年来规模最大的一起流血群体事件。另外，警方还悬赏通缉魏永汉、蔡加虾、杨少集、刘汉钗和洪永忠五人。有村民称当局想通过大规模抓人行动以阻止民众继续抗议。
2016年9月14日，抓捕中乌坎村采访报道的五位来自于《明报》、《香港01》及《南华早报》的香港记者被陆丰公安强制押返深圳返港，有记者称受到警察的拳打和掌掴，记者还被要求签署保证书保证以后不会再到陆丰违规采访，香港记协强烈谴责陆丰市政府以暴力手段阻碍记者采访乌坎村民的维权行动；乌坎村内的广播禁止村民带记者进村，而举报记者的人会得到2万元的现金奖励。
2016年10月9日，消息人士向香港《明報》透露，林祖戀在獄中突然提出上訴。
2016年10月12日，二审在佛山中院开庭，林否认受贿罪指控。
2016年10月20日，法院就二審作出公開宣判，維持原判。
2016年12月26日，海丰县法院发表公告称，被控聚众扰乱社会秩序、非法集会、游行、示威、聚众扰乱交通秩序、妨害公务、故意传播虚假信息的魏永汉、洪永忠、杨锦贞、吴芳、张炳钗等九名村民罪名成立，分别被判处2年至10年有期徒刑。

## 影響

### 省內各地響應
2011年12月18日，廣州一部分人进行了聲援烏坎村民的集會，在廣東省省會廣州市發起示威活動，大约有12人在广州市内的廣場上發放傳單，後來傳單被警方沒收，这也成為烏坎村抗議行動開花的首例，而三名聲援烏坎村民之抗議人士遭廣州警方刑事拘留。
2011年12月15日，陸豐龍頭村有村民示威。此外，汕頭澄海溪南鎮也爆農民示威，逾千村民星期日上街遊行，高呼“我們覺醒了”，抗議官員出让土地。而龍光村、白籃村及崎砂村等村民，亦相繼醞釀維權活動。龍光村不滿政府暴力鎮壓，村民已表決聲援烏坎村。。
2011年12月20日廣東汕頭市潮陽區海門鎮民眾因抗議政府不顧反對興建第二座燃煤電廠──華電集團發電廠工程，有三萬名民眾在鎮政府辦公大樓集會，並衝往深廣高速公路堵路抗議；據法新社報道有武警向示威群眾發射催淚瓦斯，並用警棍毆打抗議民眾。新華社當天晚上11點發出新聞稿，引述汕頭市委宣傳部稱汕頭市委、市政府已決定暫停把這一項目上馬。

## 相關評論

### 政界
时任广东省委书记汪洋在评论此次乌坎选举时说，乌坎的民主选举把《中华人民共和国村民委员会组织法》和《广东省村民委员会选举办法》落实过程做得非常扎实，这让乌坎在过去选举中走过场的现象得到纠正。

### 學術界
臺灣國立清華大學當代中國研究中心執行委員、社會學研究所助理教授陳明祺指出，烏坎事件和海門鎮事件顯示，中國基層政府官員良莠不齊，造成民怨長期積累。烏坎村官員很久沒改選，引發弊端，中國政治雖引進基層民主選舉，但仍無法解決草根治理問題。另外，中國很多地方政府倚靠出让土地，做為财政收入，但過程不透明，加上地方官員貪汙腐化，使得地方政權不僅腐化還黑社會化。
臺灣銘傳大學公共行政學系教授楊開煌表示，廣東省近期處理烏坎村、海門鎮等群眾抗爭事件，顯示出對中共中央政治局委員、廣東省委书記汪洋等中國新一代地方領導人已經體認到，穩定來自和諧，而非壓制；應該溝通而非封鎖。這也可能成為中國地方官員處理民眾抗爭事件的模式。所以烏坎村、海門鎮群眾抗爭事件，對汪洋而言危機就是轉機，處理得好，不僅可轉危為安，甚至還有加分效果。
中國社會科學院農村發展研究所教授、社會問題研究中心主任于建嶸2010年11月在新京報記者專訪時表示，土地問題已佔全部農村群體性事件的65%。並表示土地糾紛有以下幾種：一是不經農民同意強迫徵地，二是補償過低，三是即使補償低還發不到農民手中，四是補償款被貪污挪用。因土地產生的還有其他糾紛，但主要還是因徵地和佔地引發。
北京清華大學社會學教授孫立平引述評論家幽壹的分析，村民的訴求很簡單，在賣地的過程中，他們不知情也沒有得到過賠償，就是要求討回多年來失去的三千多畝土地。從投資人角度來說，在前幾年或十幾年前受陸豐政府官員邀請投資，在徵地等方面也給予優惠政策，徵地賠償款也已支付出、土地使用亦完成相關程序、投資項目正在進行中，村民現在聲稱對徵地不知情，要求無條件收回全部土地。從當地政府的角度說，當地政府沒什有額外預算可購地返還，假若真如此進行此類事件恐怕層出不窮。認為村民、投資者和政府三方都有道理，也都有委屈。

### 媒體
香港東方日報文章指出，烏坎村事件，原本只是村民要求法辦貪官並追索徵地款的案件，要求合理合法處理，當局做法卻倒行逆施，藉口「 境外敵對勢力介入」，不懲貪官反而鎮壓百姓，以派出上千軍警封堵烏坎村，斷糧、斷水、斷電的手段逼迫村民就範，令廣東省形象一再蒙羞，連累省委書記汪洋在中共十八大的政治行情。
金融時報記者拉胡爾·雅各布文章提到：「中國農村的土地名義上歸集體所用，但官員們可用開發的名義將土地所有權託管，並換取補償金。不過村民們常常認爲補償金過低，無法反映出土地出讓帶來的效益。」
聯合報評論稱，廣東省委書記汪洋將採取懲貪或鎮壓的處理方式，烏坎村事件的處置或許可視為改革契機，藉此整頓吏治、嚴懲腐敗，解決長期土地被盜賣的問題，自然可使民怨平息；反之不僅影響其政績，也會被解讀成中共高層因中共十八大前的大位之爭。
人民日報、新京報在12月22日烏坎事件獲初步解決發表評論，評論上表示群眾固然不能「有訴求就過激，一過激就違法」，基層政府也不能把本屬正常的訴求表達，用「堵」和「壓」使之演變成過激對抗，評論也贊揚廣東省委派遣的工作組化解了村民激烈的情緒，人民日報評論「為問題的徹底解決，為當地的穩定和諧，創造了基本條件」，「這種有錯即糾的政治勇氣，體現了我們黨一以貫之的宗旨：對群眾利益負責，就是對黨的事業負責」。

## 事件人物
维权村民代表
- 杨色茂：乌坎村村民临时代表理事会理事长（78票当选）。2014年3月13日，因涉嫌在该村民生工程项目中收受贿赂，被陆丰市检察机关立案侦查，并予以刑事拘留[110]。
- 张德家：乌坎村村民临时代表理事会副理事长、秘书长（73票当选）
- 薛锦波：乌坎村村民临时代表理事会副理事长（63票当选），2011年12月9日被刑事拘留，12月11日死亡。
- 孙楚浩：乌坎村村民临时代表理事会副理事长（63票当选）
- 林祖恋（原名林祖銮）：乌坎村村民临时代表理事会顧問。2016年6月17日因涉嫌利用职权受贿被陆丰市人民检察院立案侦查并采取强制措施。
- 黄金奇：乌坎村村民临时代表理事会理事（60票当选）
- 庄汉碧：乌坎村村民临时代表理事会理事（57票当选）
- 蔡礼调：乌坎村村民临时代表理事会理事（56票当选）
- 曾昭亮（曾向清）：乌坎村村民临时代表理事会理事（49票当选），2011年12月9日被刑事拘留
- 李永平：乌坎村村民临时代表理事会理事（48票当选）
- 林水清：乌坎村村民临时代表理事会理事（43票当选）
- 刘水森：乌坎村村民临时代表理事会理事（39票当选）
- 洪銳潮（洪镇锐）：乌坎村村民临时代表理事会理事（39票当选），2011年12月9日被刑事拘留
- 张建城：乌坎村村民临时代表理事会理事（38票当选），2011年12月9日被刑事拘留
- 張建興：乌坎村热血青年团成员
- 莊烈宏：乌坎村热血青年团成员，2011年12月9日被刑事拘留

村官
- 薛昌：1970年至2011年任中共乌坎村党支部书记。2011年11月1日被免职。
- 陈舜意：中共乌坎村党支部副书记、乌坎村村民委员会主任。2011年11月1日被免去党支部副书记职务，并同意其辞去村民委员会主任职务。
- 陳潤基：中共乌坎村党支部代书记，由中共东海街道办事处党委任命，接替薛昌。
- 朱茂銓：中共乌坎村党支部代书记，2011年12月5日由中共陸豐市委任命，接替陳潤基。原任東海街道办事处副主任、曾任市鎮與烏坎村之間的協調員

政府官员
- 黄雄：中共东海经济开发区书记、中共东海街道办事处党委书记、东海街道办事处主任，2011年12月5日免去中共东海街道办事处党委书记职务
- 鄭俊雄：中共东海街道办事处党委书记，2011年12月5日任命
- 郑雁雄：中共汕尾市委书记，后任驻港国家安全公署首任署长，及後任中聯辦主任、中共中央香港工委书记及兼任香港國安委國家安全事務顧問。
- 吴紫骊：汕尾市市长
- 陳增祥：中共汕尾市委常委、政法委書記
- 朱显棠：中共汕尾市城区委书记，2011年9月28日免职
- 陈少荣：中共汕尾市城区委书记，2011年9月28日任命，原任汕尾市城区区长
- 刘闪星：中共汕尾市城区委副书记、汕尾市城区区长。2011年11月24日当选为汕尾市城区区长
- 陈增新：中共陆丰市委书记，2011年9月28日免职
- 杨来发：中共陆丰市委书记，2011年9月28日任命，此前兼任陆丰市市长
- 邱晋雄：中共陆丰市委副书记、陸豐市常務副市長，2011年9月28日之后任陆丰市代市长
- 林耀彩：中共陆丰市委副书记
- 林义清：中共陆丰市委常委、政法委书记
- 汪洋：中共中央政治局委员、中共广东省委书记
- 黄华华：原广东省省长、省委副书记，2011年11月辞职，后出任全国人大华侨委员会副主任委员
- 朱小丹：广东省代省长、省委副书记，2012年1月正式接替黄华华出任省长
- 朱明国：中纪委委员、中共广东省委副书记、廣東省處理烏坎事件工作組組長
- 梁伟发：中共广东省委常委、政法委书记、广东省公安厅厅长

## 外部連結
- 政府官方新聞發布：南方網汕尾新聞 （页面存档备份，存于）／汕尾黨政信息網陸豐烏坎9‧21事件處置情況專欄
- 新聞專題：經濟觀察網 （页面存档备份，存于）
- BBC中文網圖輯：廣東烏坎村抗議 （页面存档备份，存于）
- 烏坎起事 （页面存档备份，存于），張潔平、陸文著，發表在陽光時務網站，2011年12月2日
- 呼嘯村莊，烏坎的死亡與反抗 （页面存档备份，存于），張潔平著，發表在陽光時務網站，2011年12月16日
- 吴丽玮，乌坎村土地纠纷与宗族之争 （页面存档备份，存于），三联生活周刊，2011年12月20日
- 烏坎人，歷史的浮雕 （页面存档备份，存于），長平著，發表在陽光時務網站，2011年12月23日